# Ferienland Österreich
Ferienland Österreich ist eine Dauermarkenserie von Österreich mit 18 Werten, die von 2002 bis 2007 erschienen ist. Jede Marke zeigt eine Ferienlandschaft aus Österreich.

## Eigenschaften
Die Marken erschienen im Hochformat und mit Bogenzähnung. Der Entwurf stammt von Adolf Tuma. Die Österreichische Staatsdruckerei verwendete bei der Herstellung Rastertiefdruck. Die Marken wurden in Bögen zu 100 Stück gedruckt.

## Auflagezahlen
Die auflagenstärkste Briefmarke mit Nominalwert 51 Cent ist die Briefmarke mit dem Motiv Schönlaterngasse. Nur knapp eine Million weniger Briefmarken wurden von der Briefmarke mit dem Nominalwert 55 Cent mit dem Motiv der Stadt Steyr gedruckt. Für die hohe Druckauflage ist verantwortlich, dass bis 2003 eine Briefmarke mit Wert von 51 Cent für eine Standardsendung benötigt wurde und ab 2003 sich dieser Wert auf 55 Cent erhöhte.

## Besonderheiten
Die vorhergehende Dauermarkenserie der österreichischen Post waren die Sagen und Legenden aus Österreich.
Diese Dauermarkenserie ist die erste Serie mit Eurowährung.
Nachfolger dieser Serie ist die Ausgabe Blumen, die bereits zweite Dauermarkenserie Österreichs mit Eurowährung.

## Liste der Ausgaben
| Werte in Euro | Motiv                                 | Bundesland       | Farbe      | Ausgabedatum     | Auflagenzahl | ANK Katalog Nummer | MiNr. |
| ------------- | ------------------------------------- | ---------------- | ---------- | ---------------- | ------------ | ------------------ | ----- |
| 0,04          | Schönlaterngasse                      | Wien             | mehrfarbig | 2. Juni 2003     | 051.300.000  | 2454               | 2420  |
| 0,07          | Heiligenkreuz                         | Niederösterreich | mehrfarbig | 2. Juni 2003     | 001.600.000  | 2455               | 2421  |
| 0,13          | Inneralpbach                          | Tirol            | mehrfarbig | 2. Juni 2003     | 024.700.000  | 2456               | 2422  |
| 0,17          | Hadres / Weinviertel                  | Niederösterreich | mehrfarbig | 2. Juni 2003     | 028.800.000  | 2457               | 2423  |
| 0,20          | Wörthersee                            | Kärnten          | mehrfarbig | 18. Juli 2003    | 028.000.000  | 2472               | 2438  |
| 0,25          | Kreuzstein im Mondsee                 | Oberösterreich   | mehrfarbig | 18. Juli 2003    | 029.000.000  | 2473               | 2439  |
| 0,27          | Am Steinernen Meer                    | Salzburg         | mehrfarbig | 2. Juni 2003     | 025.300.000  | 2458               | 2424  |
| 0,45          | Kleinwalsertal (St. Martin Kapelle)   | Vorarlberg       | mehrfarbig | 5. Dezember 2003 | 002.600.000  | 2488               | 2454  |
| 0,51          | Schönlaterngasse                      | Wien             | mehrfarbig | 1. Jänner 2002   | 253.200.000  | 2397               | 2363  |
| 0,55          | Steyr                                 | Oberösterreich   | mehrfarbig | 30. Mai 2003     | 252.200.000  | 2449               | 2415  |
| 0,58          | Hadres / Weinviertel                  | Niederösterreich | mehrfarbig | 1. Jänner 2002   | 050.700.000  | 2398               | 2364  |
| 0,73          | Am Steinernen Meer                    | Salzburg         | mehrfarbig | 1. Jänner 2002   | 036.900.000  | 2399               | 2365  |
| 0,75          | Bodensee                              | Vorarlberg       | mehrfarbig | 30. Mai 2003     | 053.900.000  | 2450               | 2416  |
| 0,87          | Inneralpbach                          | Tirol            | mehrfarbig | 1. Jänner 2002   | 035.800.000  | 2400               | 2366  |
| 1,00          | Weststeirisches Bauernhaus in Rossegg | Steiermark       | mehrfarbig | 30. Mai 2003     | 030.100.000  | 2451               | 2417  |
| 1,25          | Presshaus am Eisenberg                | Burgenland       | mehrfarbig | 30. Mai 2003     | 022.700.000  | 2452               | 2418  |
| 2,03          | Heiligenkreuz                         | Niederösterreich | mehrfarbig | 1. Jänner 2002   | 025.700.000  | 2401               | 2367  |
| 3,75          | Bildstock Hochosterwitz               | Kärnten          | mehrfarbig | 30. Mai 2003     | 008.500.000  | 2453               | 2419  |